# Шестьдесят дней
«Шестьдеся́т дней» («Командиры запаса») — советская комедия 1940 года (на экраны вышел в 1943) режиссёра Михаила Шапиро.

## Сюжет
На военные сборы для прохождения командирских курсов призываются двое молодых научных работников — профессор Антонов и доктор Пугачёв. Между ними имеются определённые разногласия, как из-за того, кому из них положена новая лаборатория, так и из-за лаборантки Люсеньки.
Антонов — талантливый и умный, но физически слабый, рассеянный, неприспособленный к жизни, и в клинике-то постоянно терпел насмешки со стороны энергичного Пугачёва, а попав а армию, со своим сугубо штатским поведением, постоянно попадая в различные недоразумения, стал просто неиссякаемой причиной смеха сослуживцев. Но армия на то и армия, и даже если он не хочет, на курсах из него сделают настоящего командира.

За шестьдесят дней лагерного сбора учёный входит в общество весёлых, склонных к шутке, здоровых людей. Попав под опеку опытных военных специалистов, он вначале яростно сопротивляется. Он поносит своих командиров, высказывает даже некие пацифистские воззрения, но потом, отчасти из-за самолюбия, отчасти из-за боязни подвести товарищей, увлекается военной службой и во время заключительных манёвров показывает смекалку, находчивость и даже совершает некий «учебный» подвиг.— Ростислав Юренев — Советская кинокомедия. — М: Наука, 1964. — 537 с. — стр. 321
На итоговых манёврах Антонов, как командир подразделения, проявляет воспитанные в нём за период сборов твёрдость характера и решительность.
А вернувшись в клинику, столь же энергично «отвоёвывает» у администрации целый этаж под свои лаборатории… и любовь Люсеньки.

## В ролях
- Николай Черкасов — Евгений Антонович Антонов, профессор
- Валентин Янцат — Пётр Петрович Пугачёв, доктор
- Борис Жуковский — директор института
- Зоя Фёдорова — Люсенька, лаборантка
- Григорий Любимов — майор Давыдов, начальник воинских курсов
- Александр Янкевский — Бусаров, полковой комиссар
- Иван Назаров — капитан Глазатов, преподаватель на воинских курсах

А также (в титрах не указаны):
- Евгения Голынчик — почтальон
- Анна Сергеева — официантка
- Виталий Полицеймако — Волков, командир запаса
- Михаил Иванов — командир запаса
- Константин Злобин — командир запаса
- Николай Степанов — командир запаса
- Вячеслав Волков — командир запаса
- Михаил Погоржельский — командир запаса

## О фильме
По неясным причинам фильм в 1940 году не был сразу выпущен на экран:

Но ещё более необъяснимым был запрет комедии «Шестьдесят дней» («Командир запаса»), ясно, отчётливо и убеждённо говорившей о необходимости готовиться к войне.— История советского кино: 1931—1941. — М.: Искусство, 1969
Как было указано в справке комиссии ЦК ВКП(б) «О запрещённых кинофильмах в 1940 и 1941 году» важная тема о боевой учёбе командиров запаса была «решена неудовлетворительно»:

«…В фильме утверждается совершенно неправильное положение, будто бы победа приходит в сражении в результате случая. Тактическое учение разыграно так, что побеждает командир запаса Антонов, который в течение сбора не хотел ничему учиться и действительно не учился…»
Во время войны фильм был выпущен на экран 8 февраля 1943 года, позже киноведы хотя и отмечали отдельные недостатки, но в целом положительно оценивали картину:

Что и говорить, полной и предусмотренной воинским уставом картины перековки штатского человека в военного эта комедия не давала. Отношение непокорного учёного к воинской службе в начале фильма не могло служить образцом для молодёжи, а перестройка, происходившая за довольно короткий срок, не могла быть признана типичной. Это, вероятно, и послужило поводом для запрещения фильма. Но ведь это была комедия! Несоответствие характера кабинетного учёного обстановке военных лагерей заключало в себе прекрасные возможности, и сценарист, молодой режиссёр М. Шапиро и особенно великолепный актер Н. Черкасов искусно эти возможности использовали.— Ростислав Юренев — Советская кинокомедия. — М: Наука, 1964. — 537 с. — стр. 321

Сценарист постановщик фильма М. Шапиро решил тему по-комедийному весело и бодро, но вполне реалистично и даже поучительно. Перестраивающегося учёного хорошо играл Н. Черкасов. Манёвры были показаны грамотно с военной точки зрения и весьма внушительно. Словом картина была хорошей и вполне своевременной.— История советского кино: 1931—1941. — М.: Искусство, 1969